# Coppa Placci 1946
La Coppa Placci 1946, settima edizione della corsa, si svolse l'8 settembre 1946 su un percorso di 220 km con partenza e arrivo a Imola. Organizzata dall'Unione Sportiva Imolese e valida come quindicesima edizione del campionato nazionale degli indipendenti, fu vinta dall'italiano Nedo Logli, che completò il percorso in 7h09'02" precedendo i connazionali Ezio Cecchi e Pietro Ferrari. Conclusero la prova 13 dei 38 ciclisti al via (su 41 iscritti).

## Percorso
La corsa prese il via da Imola per affrontare subito gli Appennini: transitò da Fontanelice, Castel del Rio (km 24,7), Valsalva, Firenzuola e da qui, via località La Casetta (829 m s.l.m.), fino al Passo della Raticosa (km 59,5, 960 m s.l.m.). Seguì la discesa con passaggio da Monghidoro, Loiano e Pianoro fino a Bologna (km 107); si attraversarono quindi Medicina, di nuovo Imola (km 154), e da qui si risalì nuovamente la valle del Santerno deviando però verso la Cima Bordona (km 176, 504 m s.l.m.), con seguente discesa fino a Castel San Pietro Terme (km 207) e rientro a Imola, con il traguardo posto su Viale Dante dopo 220 km di gara.

## Ordine d'arrivo
| Pos. | Corridore         | Squadra         | Tempo    |
| ---- | ----------------- | --------------- | -------- |
| 1    | Nedo Logli        | A.C. Pratese    | 7h09'02" |
| 2    | Ezio Cecchi       | Virtus Lucca    | s.t.     |
| 3    | Pietro Ferrari    | C.V. Alessandr. | a 5'38"  |
| 4    | Bortolo Bof       | U.C. Trevigiani | s.t.     |
| 5    | Luigi Casola      | V.C. Bustese    | a 9'14"  |
| 6    | Quirino Toccaceli | G.S. Postelegr. | s.t.     |
| 7    | Angelo Menon      | Forti e Veloci  | a 14'22" |
| 8    | Ubaldo Pugnaloni  | S.E.F. Stamura  | s.t.     |
| 9    | Luigi Malabrocca  | S.C. Ursus      | s.t.     |
| 10   | Andrea Giacometti | -               | s.t.     |
| 11   | Carlo Moscardini  | -               | s.t.     |
| 12   | Mario Spinazzi    | U.S. Azzini     | s.t.     |
| 13   | Michele Benente   | U.S. Testonese  | s.t.     |